# Austrijske savezne željeznice
Austrijske savezne željeznice (njem. Österreichische Bundesbahnen ili ÖBB; nekad Bundesbahn Österreich ili BBÖ) su nacionalni željeznički sustav Austrije, te administrator željeznica u Lihtenštajnu. ÖBB grupa u cijelosti je u vlasništvu Republike Austrije i podijeljena je u nekoliko zasebnih poduzeća koja upravljaju infrastrukturom, prijevozom putnika i tereta.
Austrijske željeznice imaju dva razdoblja postojanja. Prvi put su formirane 1923., koristeći naziv Bundesbahn Österreich, kao nasljednik Kraljevskih austrijskih državnih željeznica (kkStB). Nakon nacističkog pripojenja Austrije Njemačkoj i austrijska željeznica je postala dio njemačkoga željezničkoga sustava registriranoga u Deutsche Reichsbahn tijekom 1938. – 1945. Promjena se dogodila 1947. godine, od kada Austrijske federalne željeznice postoje u današnjem obliku.
Austrijske savezne željeznice upravljaju s 9740 km pruge, 788 signalnih kutija, 247 tunela, 6207 mostova i 8 stanica hidro-električne energije za 16,7 Hz elektrifikacijske sustave i dvije stanice s 50 Hz energije.
Na kraju 2016. godine bilo je zaposleno 40.265 djelatnika.

## Galerija
- Regionalni vlak Austrijskih saveznij željeznica u Štajerskoj (2008.)
- Austrijski InterCity vlak (2006.)